# Lavardin (Loir-et-Cher)
Lavardin is een gemeente in het Franse departement Loir-et-Cher (regio Centre-Val de Loire). De plaats maakt deel uit van het arrondissement Vendôme. Lavardin is lid van Les Plus Beaux Villages de France. De gemeente telde 178 inwoners op 1 januari 2022.

## Geografie
De oppervlakte van Lavardin bedroeg op 1 januari 2022 6,71 vierkante kilometer; de bevolkingsdichtheid was toen 26,5 inwoners per km².

## Bezienswaardig
Resten van Château Lavardin.
De onderstaande kaart toont de ligging van Lavardin (Loir-et-Cher) met de belangrijkste infrastructuur en aangrenzende gemeenten.

## Demografie
Onderstaande figuur toont het verloop van het inwonertal (bron: INSEE-tellingen).